# Нов'єркас
Нов'єркас (ісп. Noviercas) — муніципалітет в Іспанії, у складі автономної спільноти Кастилія-і-Леон, у провінції Сорія. Населення — 185 осіб (2010).
Муніципалітет розташований на відстані близько 200 км на північний схід від Мадрида, 36 км на схід від Сорії.

## Демографія
Динаміка населення (INE ):

## Галерея зображень

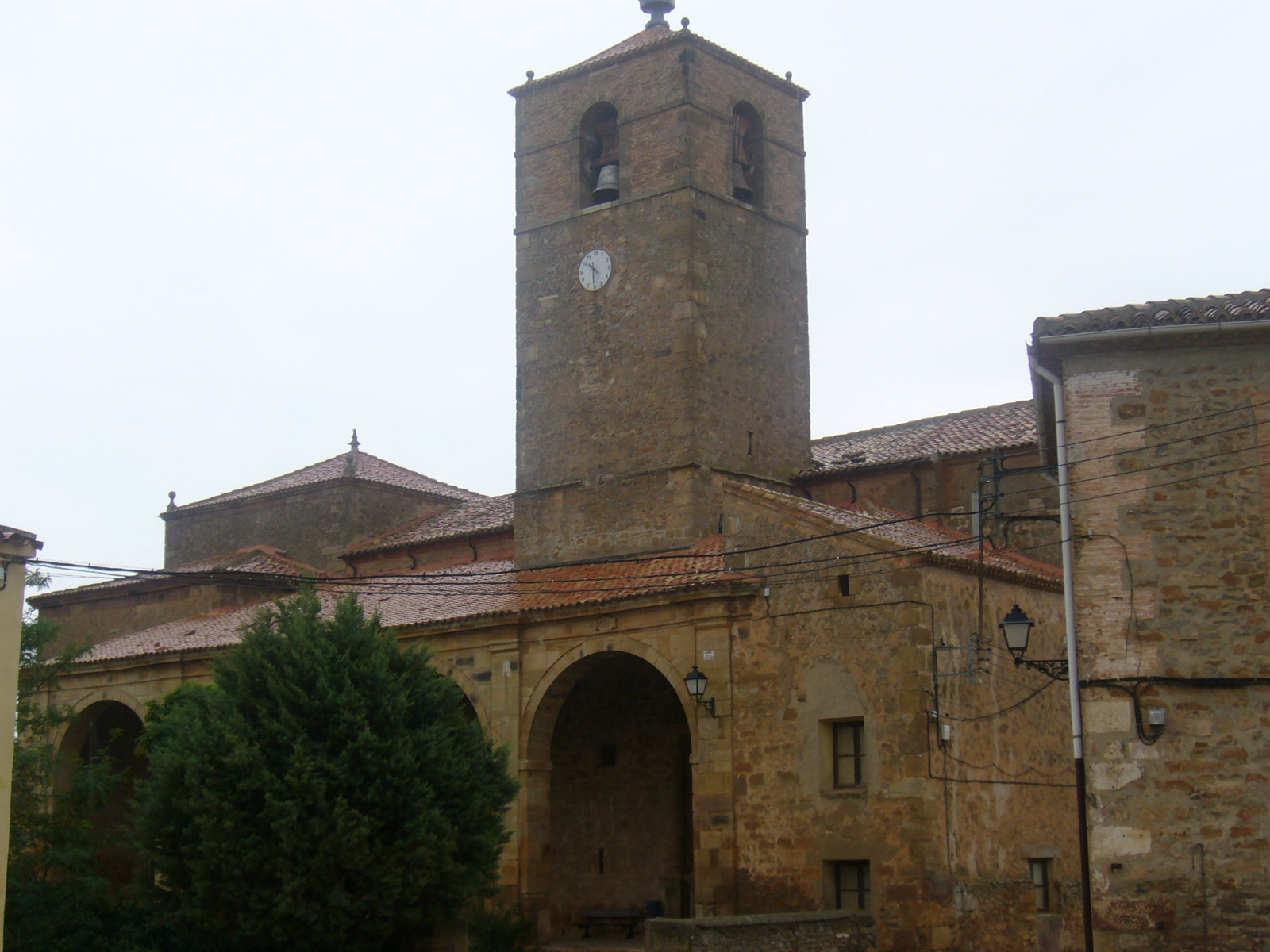
Церква Лос-Сантос-Хусто-і-Пастор